# Abdülcelil Levnî

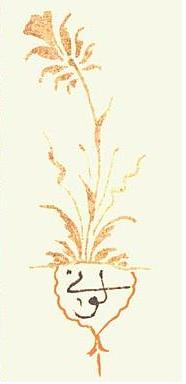
Signatur von Abdülcelil Levnî

Abdülcelil Levnî, auch Abdülcelil Çelebi, (* im 17. Jahrhundert in Adrianopel, heute Edirne; † 1732 in Konstantinopel) war ein osmanischer Maler. Er gilt als einer der bedeutendsten Maler der Tulpenzeit. Sein Künstlername Levnî leitet sich vom arabischen Wort für Farbe Levn ab.

## Leben
Levnî wurde vermutlich um 1680 in Adrianopel geboren und ging in jungen Jahren nach Konstantinopel, wo er an der Kunstakademie des Topkapı-Palasts Malerei studierte. Unter dem osmanischen Sultan Mustafa II. wurde er leitender Hofmaler und behielt diese Position auch unter Ahmed III.
Levnî dokumentierte in seinen Gemälden vor allem das höfische Leben. Mit mehr als 100 Miniatur-Illustrationen bebilderte er den Gedichtband Surname-i Vehbi des osmanischen Dichters Vehbi. Viele seiner Gemälde sind Porträts der Herrscher Mustafa II. und Ahmed III. und ihrer Familien.